# Lippija Tower

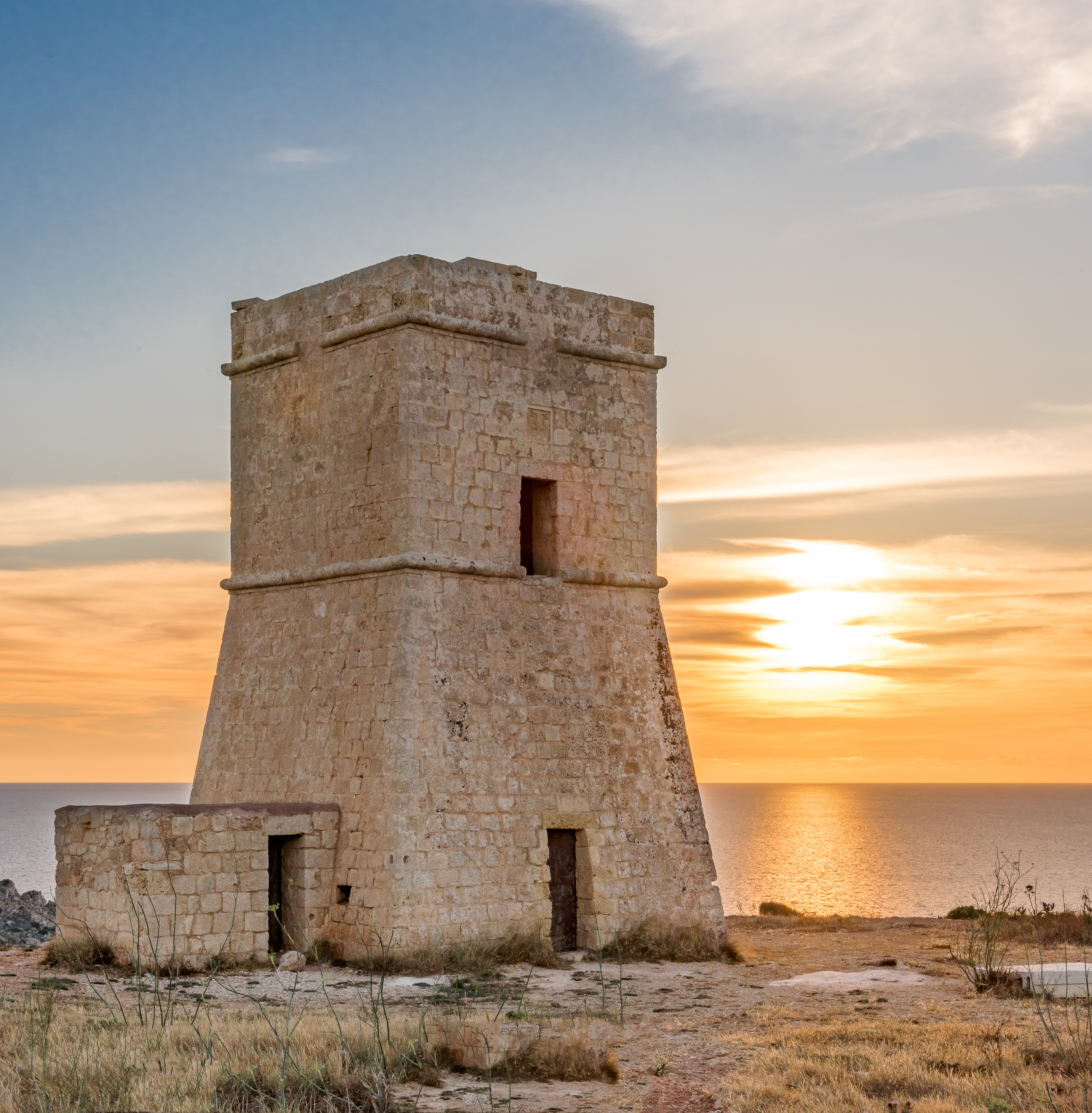
Lippija Tower

Der Lippija Tower (maltesisch Torri ta’ Lippija) ist ein ehemaliger Wachturm in der Gemeinde Mġarr auf der maltesischen Hauptinsel Malta. Er wurde 1637 wahrscheinlich als erster der Lascaris Towers errichtet. Das Gebäude steht als Grade-1-Bauwerk unter Denkmalschutz und ist im National Inventory of Cultural Property of the Maltese Islands unter der Nummer 58 verzeichnet.

## Geschichte
Der Turm wurde 1637 unter der Herrschaft des Großmeisters Jean de Lascaris erbaut. In den Jahren zwischen 1636 und 1657 wurden unter der Herrschaft de Lascaris insgesamt neun dieser Türme gebaut. Im Unterschied zu den Türmen, die zwischen 1609 und 1620 unter dem Großmeister Alof de Wignacourt errichtet wurden, waren die Lascaris-Türme kleiner und benötigten keine so zahlreiche Besatzung. Die Ressourcen des Ordens ließen die Bemannung einer größeren Anzahl großer Türme nicht mehr zu. Daher ging man unter der Herrschaft von de Lascaris zum Bau kleinerer Türme über.
Der Lippija Tower war Teil einer Kette von Wachtürmen, die sich an den Küsten der Inseln Malta, Gozo und Comino entlangzogen. Ihre Aufgabe war es, die Küste zu überwachen und bei Annäherung feindlicher Schiffe Warnungen durch Kanonenschüsse oder Leuchtfeuer abzugeben.

## Beschreibung
Der Turm steht im Nordwesten der Insel Malta auf einer Klippe der Wardija Ridge und überblickt die Ġnejna Bay. Er befindet sich auf einer Höhe von 80 Metern über dem Meeresspiegel. Von hier aus besteht eine Sichtverbindung zu den beiden benachbarten Türmen, dem Għajn Tuffieħa Tower und dem Nadur Tower.
Wie nahezu alle Lascaris-Türme erhebt er sich auf einer Grundfläche von 6 m × 6 m und hat eine Höhe von etwa 11 m in zwei Geschossen. Außen ist das Mauerwerk des Untergeschosses angeschrägt, das Dach wird von einer Brüstung geschützt. Das Innere besteht aus zwei übereinanderliegenden durchgehenden Räumen. Ein Zugang war nur durch das Obergeschoss möglich, das man entweder durch eine hölzerne Leiter oder eine Strickleiter (italienisch scala di corda) erreichte.